# Terminal M
Terminal M ist unabhängiges Plattenlabel, welches von Monika Kruse im Jahr 2000 in Berlin gegründet wurde. Unter anderem veröffentlichten die Künstler und DJs Dj Rush, Stimming oder auch Broombeck auf dem Label, das sich maßgeblich im Technogenre bewegt.